# Droga wojewódzka nr 721
Droga wojewódzka nr 721 (DW721) – droga wojewódzka w województwie mazowieckim o długości 45,1 km łącząca wieś Duchnów (gmina Wiązowna) z Nadarzynem. Zarządza nią Mazowiecki Zarząd Dróg Wojewódzkich. Droga przebiega przez 4 powiaty: miński, otwocki (gminy: Wiązowna i Józefów), powiat piaseczyński (gminy: Konstancin-Jeziorna, Lesznowola i Piaseczno) i powiat pruszkowski (gminy: Raszyn i Nadarzyn). 
Droga składa się z dwóch nie połączonych ze sobą odcinków przeciętych Wisłą na wysokości Józefowa i Konstancina-Jeziorny. W miejscu tym od 1939 do lipca 1944 stał drewniany most saperski, lecz uległ on zniszczeniu podczas drugiej wojny światowej. Władze województwa mazowieckiego mają w planach odtworzenie mostu, jednak sprzeciwiają się temu władze Konstancina-Jeziorny.
Wzdłuż drogi biegnie odcinek ścieżki rowerowej o długości 6,5 km na terenie Józefowa.

## Miejscowości leżące przy trasie DW721
- Duchnów
- Boryszew
- Wiązowna
- Józefów
- Ciszyca
- Opacz
- Konstancin-Jeziorna
- Chyliczki
- Piaseczno
- Lesznowola
- Magdalenka
- Sękocin Stary
- Nadarzyn